# Algarve Exportador
A Algarve Exportador, igualmente conhecida como Algarve Exportadora, foi uma firma portuguesa, que laborou desde 1920 até à década de 1980.

## História

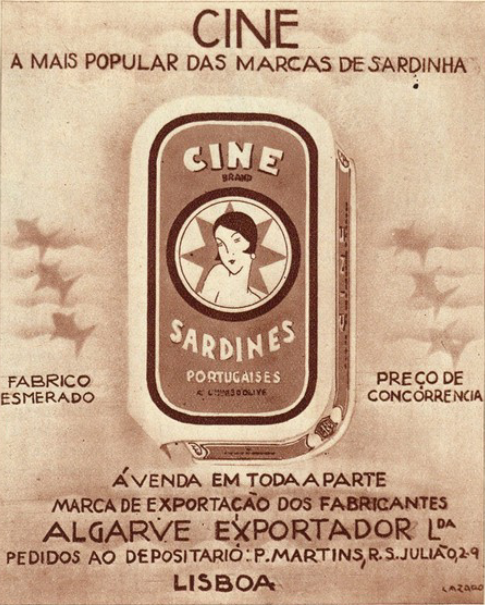
Publicidade de 1934 às latas de sardinha Cine, produzidas pela empresa Algarve Exportador.

### Origens
A firma Algarve Exportador foi fundada por Agostinho Fernandes em 1920, com a finalidade de providenciar pescado e outras matérias-primas para as indústrias de conservas de peixe, que nesse período se encontravam em expansão em território nacional. A maior parte do pescado produzido pela empresa provinha das imediações do Cabo de São Vicente, enquanto as outras matérias-primas eram importadas. O primeiro armazém da firma foi sediado em Lagos, no local onde se encontra actualmente o mercado coberto.

### Expansão
A empresa entra então num período de expansão que duraria até ao final da década de 1960, chegando a ser a maior em Portugal no seu ramo. A sua marca própria de peixe enlatado, Nice, torna-se uma das mais famosas no país. As actividades da empresa, além do peixe enlatado, também se estenderam ao azeite, óleos vegetais, embalagens, chocolates, bolachas, estanho, contraplacados e siderurgia. Constroem-se fábricas de conservas em Lagos, Matosinhos, Nazaré, Peniche, Lisboa e Setúbal. Em Castelo Branco, foram edificadas as fábricas de chocolates Africana e Favorita; em Vila do Conde foram construídas as refinarias Prazol para azeite e óleos vegetais; em Matosinhos e em Setúbal, foram construídas fábricas de farinha de peixe das marcas Spof e Sadop; também em Setúbal, foi edificada a fábrica Yolanda, para processamento de estanho; e uma fábrica de embalagens em Matosinhos. A empresa também possuía uma comparticipação na fábrica de contraplacados Ciam, em Alverca, na fábrica de manequins de Estrela de Faria, e na fábrica de brinquedos Arte e Bonecos. Fundou igualmente a Siderurgia Nacional, em Setúbal. Para a produção de pescado e exportação dos produtos manufacturados, a empresa também empreendeu a construção de uma frota, chegando a ter 48 embarcações, onde laboravam 1200 trabalhadores. A empresa exportava para os Estados Unidos da América, Reino Unido, França, Suíça, Bélgica, Suécia, Finlândia, Alemanha, Hungria, Polónia e Checoslováquia.

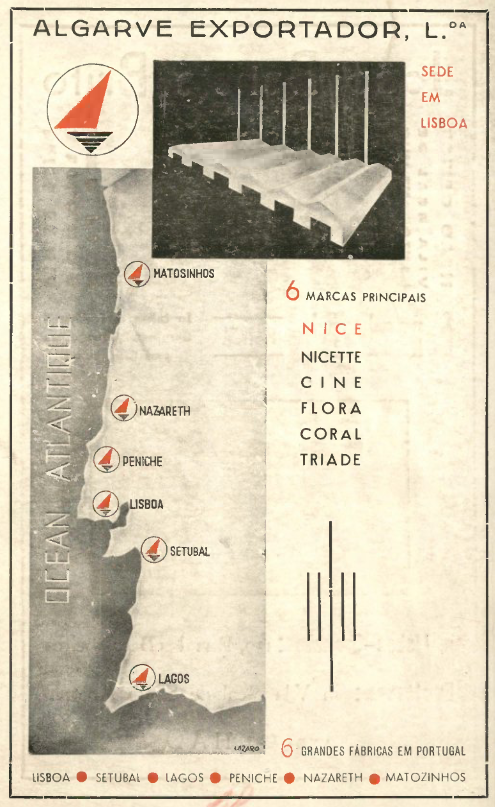
Publicidade à empresa Algarve Exportador no Almanaque do Algarve de 1944.

### Declínio e extinção
Nos finais da década de 1960, a indústria conserveira portuguesa entra em declínio, incluindo a Algarve Exportador. Em 1972, Agostinho Fernandes afasta-se da presidência da firma, entregando ao seu neto, Diniz Nazareth Fernandes, a maior parte dos seus negócios. Apesar dos esforços deste, a firma acaba por desaparecer na década de 1980.